# Pelagia i czarny mnich
Pelagia i czarny mnich – powieść detektywistyczna autorstwa Borisa Akunina. Druga część serii o siostrze Pelagii.

## Fabuła
Po rozwiązaniu zagadki białego buldoga Pelagia dostaje kolejne zadanie.
W nowoararackim monasterze okolicznej ludności ukazuje się podobizna Czarnego Mnicha, wypowiadającego bardzo niepokojące słowa.
Władyka Mitrofaniusz na miejsce zdarzenia posyła kolejno trzech mężczyzn: prześmiewcę, śmiałka i mądralę. Gdy ich misje zawodzą, do akcji wkracza niezastąpiona siostra Pelagia.